# Khaltmaagiin Battulga
Khaltmaagiin Battulga o Jaltma Battulga (en mongol: Халтмаагийн Баттулга; 3 de marzo de 1963) es un político, exluchador de Sambo mongol y presidente de Mongolia entre 2017 y 2021. Fue miembro del Gran Jural de 2004 a 2016 y ministro de Carreteras, Transporte, Construcción y Desarrollo Urbano de 2008 a 2012. 
Se postuló como candidato del Partido Democrático a las elecciones presidenciales de 2017 y fue elegido presidente con el 50,6% de los votos en la segunda vuelta, siendo esta la primera elección con una segunda vuelta en la historia moderna de Mongolia.

## Biografía
Battulga nació el 3 de marzo de 1963 en Ulán Bator, siendo el segundo de tres hijos. Sus padres eran provenientes de la provincia de Bayanhongor. A su familia se le asignó una yurta en el distrito de Yarmag en Ulán Bator después de que perdieran todo en la inundación del río Tuul en 1966.
En 1978 se graduó de la 34° Escuela Secundaria de Ulán Bator. Posteriormente, obtuvo en 1982 su título en pintura de la Escuela de Bellas Artes de Mongolia. Trabajó como artista en el Comité de Bellas Artes de Mongolia entre 1982 y 1986.

### Carrera empresarial
Battulga nombró a su primera empresa Genco, el mismo nombre de la empresa importadora de aceite de oliva en El padrino. Genco adquirió participaciones mayoritarias durante la privatización de activos de propiedad gubernamental como el Hotel Bayangol y la fábrica de procesamiento de carne Makh-Impex en 1997 y 1999 respectivamente.

### Carrera deportiva
Battulga creció en torno a la lucha tradicional mongol, ya que su padre Khaltmaa era entrenador. Fue miembro del equipo de lucha nacional de Mongolia de 1983 a 1990 y ganó una medalla de oro en el Campeonato Mundial de Sambo de Kiev 1983, y dos medallas de plata en los campeonatos de San Juan de Luz 1986 y Moscú 1990. Fue galardonado como deportista de mérito en 1995 y seleccionado como presidente de la Federación de Judo de Mongolia en 2006.

## Carrera política
En 2004, Battulga se convirtió en miembro del Gran Jural del Estado por la provincia de Bayanhongor por primera vez. Fue reelegido en 2008 y nuevamente en 2012. De 2008 a 2012, fue ministro de Carreteras y Transportes de Mongolia. En 2012, fue designado para el cargo de ministro de Industria y Agricultura de Mongolia.

### Elecciones presidenciales
Las elecciones presidenciales de 2017 se realizaron el 26 de junio de 2017. El presidente en funciones Tsajiaguiin Elbegdorzh tenía prohibido constitucionalmente postularse para un tercer mandato. Battulga se postuló en las elecciones representando al Partido Democrático y compitió contra el ex primer ministro Miyeegombyn Enkhbold del Partido del Pueblo de Mongolia. Por primera vez, ningún candidato obtuvo la mayoría de los votos en la primera ronda, lo que obligó a realizar una segunda vuelta entre Battulga y Enkhbold el 7 de julio, adelantadas desde el 9 de julio. En la segunda vuelta, Battulga fue elegido por un estrecho margen con el 50,61% de los votos.

## Presidente de Mongolia

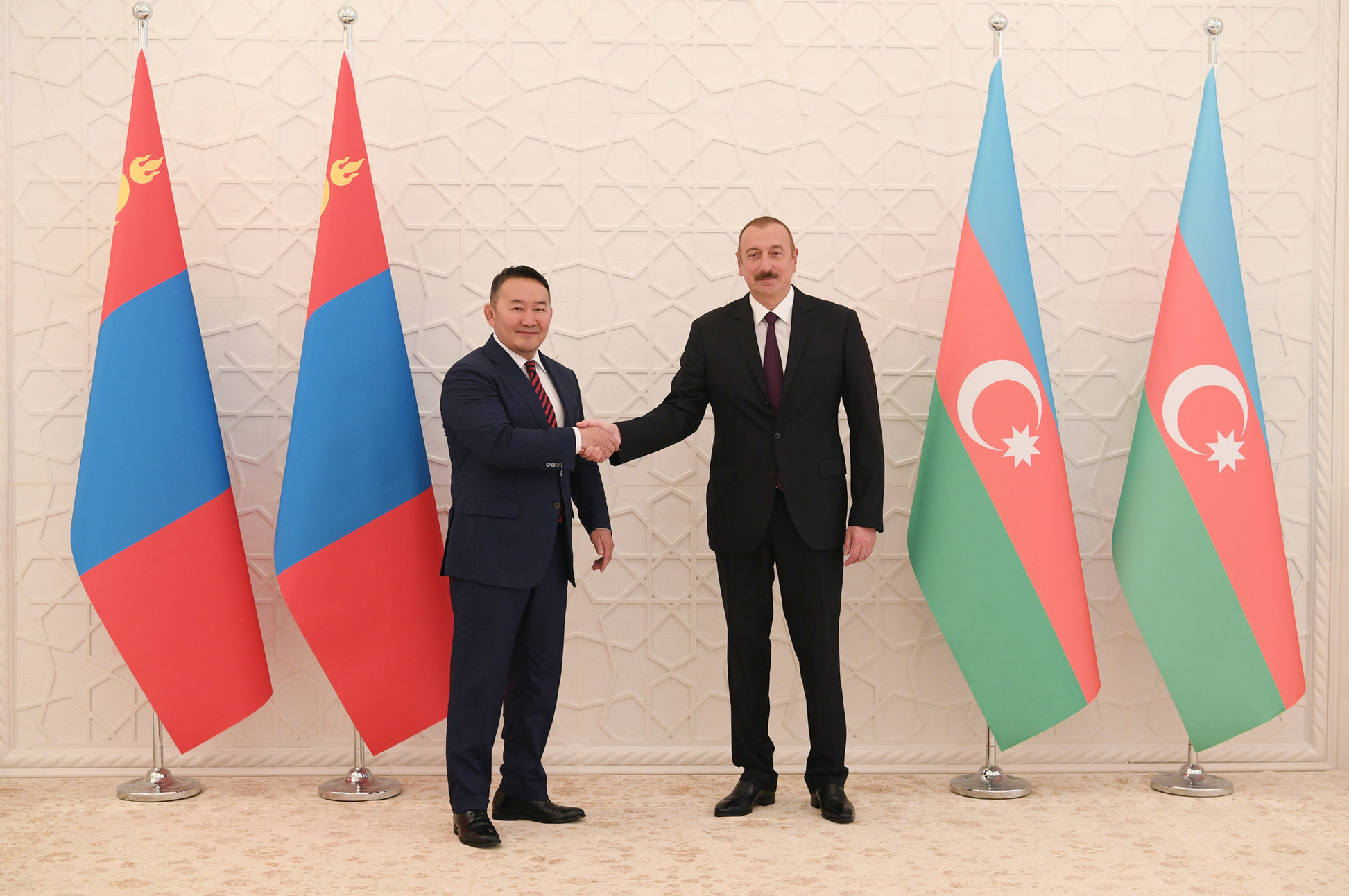
Khaltmaagiin Battulga junto con El presidente de Azerbaiyán, Ilham Aliyev, en Bakú.

### Toma de posesión
La investidura presidencial de Battulga tuvo lugar el 10 de julio de 2017 en el Palacio del Estado en presencia del primer ministro Jargaltulgyn Erdenebat y el presidente saliente Tsajiaguiin Elbegdorzh. En su discurso presidencial, expuso los principios de su mandato, entre ellos la industrialización del país. Mencionó que trabajará para mantener y expandir las relaciones diplomáticas con Rusia y la República Popular China y "prestará la máxima atención" a la política del tercer vecino, refiriéndose a Estados Unidos. Después de la ceremonia, salió a colocar coronas de flores en los monumentos de Damdin Süjbaatar y Gengis Kan. También recibió la heráldica estatal, incluyendo el sello estatal y el certificado presidencial.

### Política nacional

#### Pena de muerte
Pocos días después de que la pena capital fuera completamente abolida en Mongolia, Battulga propuso una enmienda para restablecer la pena de muerte para los agresores sexuales. El 16 de octubre de 2017, Battulga anunció la formación de un grupo de expertos para restablecer la pena capital para los delitos de homicidio premeditado y violación bajo circunstancias agravantes. A fines de noviembre, envió la propuesta al Ministerio de Justicia y Asuntos Internos.

#### Crisis constitucional
El 27 de marzo de 2019, el Gran Jural del Estado comenzó una crisis constitucional cuando aprobó una ley sin precedentes que otorgó al Consejo de Seguridad Nacional de Mongolia el poder de recomendar la destitución de jueces y fiscales, así como la jefatura del servicio nacional anticorrupción. La ley ha sido criticada por quebrantar la separación constitucional de poderes y el sistema democrático del país.

#### Disolución del PPM
En abril de 2021, Battulga emitió una directiva de emergencia para disolver el Partido del Pueblo de Mongolia (PPM) "con el fin de salvaguardar la soberanía y la democracia del país" después de que el PPM aprobara varias enmiendas a la constitución. Las enmiendas constitucionales, que entraron en vigor el 20 de mayo de 2021, limitaban la presidencia a solo un mandato, haciendo que Battulga no pudiera presentarse a la reelección en las elecciones presidenciales de 2021. Al mismo tiempo, también condenó la formación de una "Unión Militar de Mongolia" como "una estructura militar paralela" que "amenaza los cimientos democráticos del país" y "pone en peligro los derechos e intereses fundamentales de los ciudadanos y la constitución". Luvsanvandangiin Bold, exministro de Defensa y Asesor de Seguridad Nacional de Battulga advirtió que la creación del sindicato "conducirá a la creación de un régimen cuasi-fascista".

### Política exterior

#### Asia Oriental

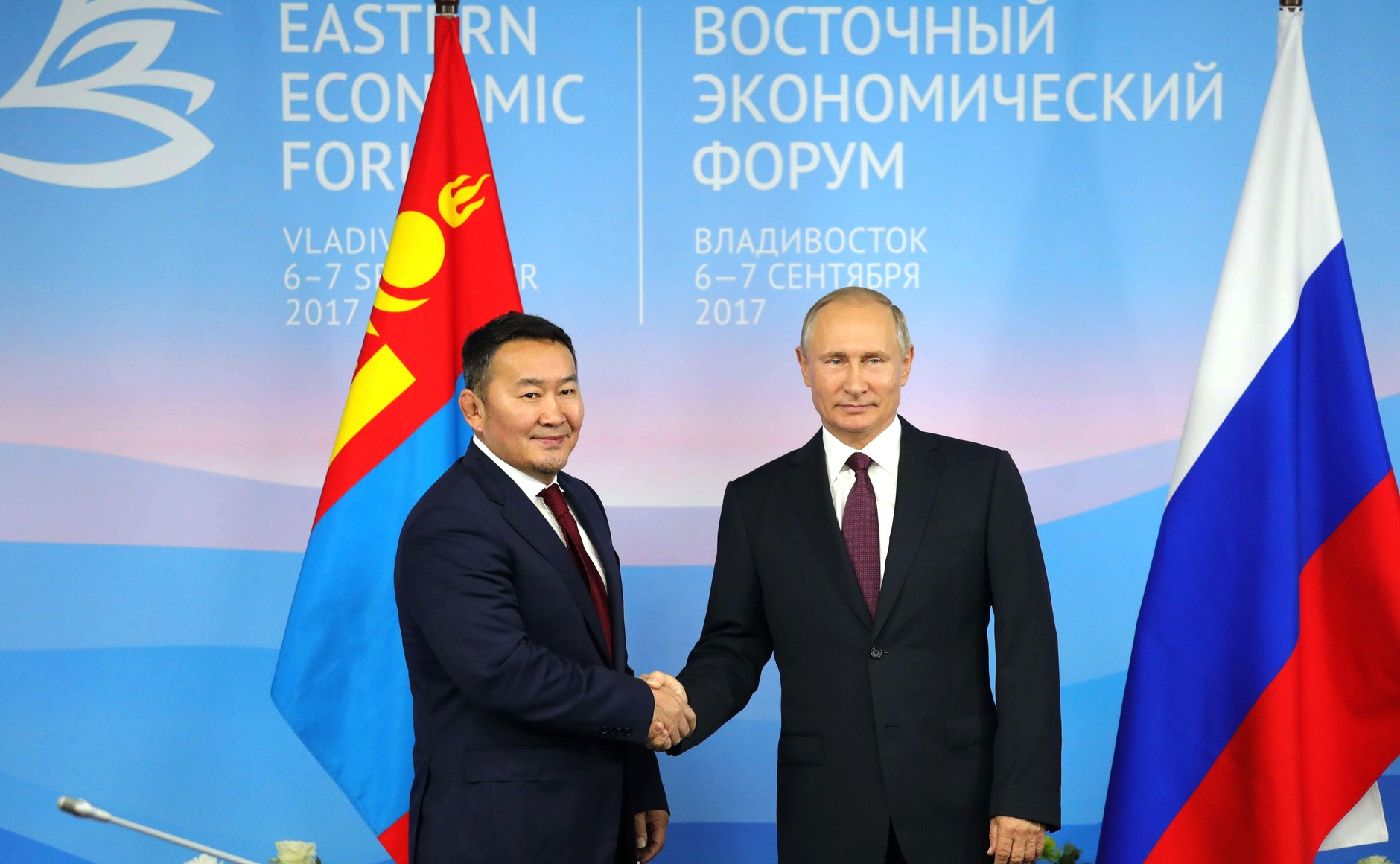
Vladímir Putin y Khaltmaagiin Battulga en Vladivostok.

Battulga es visto en gran medida como un político prorruso debido a sus vínculos con Rusia y su conocimiento del idioma ruso. Cuando habló con el presidente Vladímir Putin durante una cumbre en el este de Rusia en septiembre de 2017, Putin dijo que el judo (deporte practicado por ambos mandatarios) ayudará a "desarrollar una buena relación laboral y personal".
Battulga ha sido crítico de la dependencia de la dependencia de la economía mongola de China.
El 14 de junio de 2018, tras la conclusión de la Cumbre de Singapur entre el líder norcoreano Kim Jong-un y el presidente de los Estados Unidos Donald Trump, Battulga felicitó a ambos líderes y le dijo a Kim que considera la cumbre como un "evento histórico no solo para las relaciones entre Corea del Norte y Estados Unidos, sino también para la región del noreste de Asia y la península de Corea". Se esperaba que Battulga fuera el anfitrión de la cumbre debido a que Mongolia ha patrocinado muchas cumbres regionales en los últimos años y es fácilmente accesible en tren desde Pyongyang, Corea del Norte. Días después de la cumbre, Battulga invitó a Kim a Ulán Bator para una visita de Estado en honor al 70° aniversario de las relaciones diplomáticas entre ambas naciones.

#### Otros
A mitades de marzo de 2018, Battulga apeló al presidente de Estados Unidos, Donald Trump, a desarrollar más relaciones comerciales, diciendo que una recesión económica amenazaba con desestabilizar a Mongolia, y que aunque Mongolia es un "oasis de democracia", esto "no contribuye al desarrollo económico" en una región donde el autoritarismo (China y Rusia) va en aumento. Estados Unidos en uno de los llamados como "terceros vecinos" de Mongolia.
Durante una visita de Estado a Kirguistán en junio de 2019, Battulga abrió la Embajada de Mongolia en Biskek.

#### Viajes internacionales
| Fecha                        | Destino                            | Motivo principal                         |
| ---------------------------- | ---------------------------------- | ---------------------------------------- |
| 2017                         |                                    |                                          |
| 29 de agosto-1 de septiembre | Budapest (Hungría)                 | Campeonato Mundial de Judo de 2017.      |
| 4-7 de septiembre            | Vladivostok (Rusia)                | Foro Económico Oriental.                 |
| 2018                         |                                    |                                          |
| 9-10 de junio                | Qingdao (China)                    | Organización de Cooperación de Shanghái. |
| 11-13 de septiembre          | Vladivostok (Rusia)                | Foro Económico Oriental.                 |
| 24 de septiembre             | Bakú (Azerbaiyán)                  | Visita de trabajo.                       |
| 18-19 de octubre             | Bruselas (Bélgica)                 | 12° Cumbre de ASEM.                      |
| 22-26 de octubre             | Ginebra (Suiza)                    | Foro Mundial de Inversiones.             |
| 2019                         |                                    |                                          |
| 24-28 de abril               | Pekín (China)                      | Visita de Estado.                        |
| 12-14 de junio               | Biskek (Kirguistán)                | Visita de Estado.                        |
| 30 de julio-1 de agosto      | Washington D. C. ( Estados Unidos) | Visita de Estado.                        |
| 4-5 de septiembre            | Vladivostok (Rusia)                | Foro Económico Oriental.                 |
| 18-23 de septiembre          | Nueva Delhi (India)                | Visita de Estado.                        |
| 2020                         |                                    |                                          |
| 19 de enero                  | Davos (Suiza)                      | Foro Económico Mundial.                  |
| 27 de enero                  | Oslo (Noruega)                     | Visita de trabajo.                       |
| 27 de febrero                | Pekín (China)                      | Visita de Estado.                        |

## Vida privada
Actualmente vive con Angelique Davain, de nacionalidad rusa y nativa de la provincia de Hentiy. Su esposa legal, Ts. Enkhtuya fue directora de la Compañía Nüdelchin. Actualmente es padre de dos pares de hijos gemelos. Aparte del mongol, Battulga habla ruso e inglés.
Battulga patrocinó la construcción de la estatua ecuestre de Gengis Kan cerca de Ulán Bator. La estatua se convirtió en una de las principales atracciones turísticas.
| Predecesor: Tsajiaguiin Elbegdorzh | Presidente de Mongolia 2017 - 2021 | Sucesor: Ukhnaagiin Khürelsükh |